# Académie de Mayotte
L'académie de Mayotte, anciennement direction de l'enseignement de Mayotte puis vice-rectorat par le décret no 99-941 du 12 novembre 1999, est devenue au 1er janvier 2020, dans le sillage de la Loi école de la confiance du 26 juillet 2019 et par le décret n° 2019-1200 du 20 novembre 2019 relatif à l'organisation des services déconcentrés du ministère de l'Éducation nationale et du ministère de l'Enseignement supérieur de la Recherche et de l'Innovation, un rectorat et une région académique de plein exercice. 
C'est la circonscription administrative de l'Éducation nationale à Mayotte. 
Son organisation a été adaptée au nouveau cadre de l'organisation territoriale et son périmètre correspond à celui de la région académique Mayotte. Elle est gérée par un recteur. 
L'académie de Mayotte dispose d'un calendrier scolaire adapté pour tenir compte des saisons climatiques. Le rectorat, qui rassemble les services administratifs, est situé sur les hauteurs de Mamoudzou.

## Recteurs de l'académie de Mayotte

### Liste des recteurs
| Recteur               | Mandat                 | Nomination       | Décret     |
| --------------------- | ---------------------- | ---------------- | ---------- |
| Valérie Debuchy       | Depuis le 12 juin 2025 | 4 juin 2025      | [ JORF 1 ] |
| Jacques Mikulovic (d) | 2023-2025              | 22 décembre 2022 | [ JORF 2 ] |
| Gilles Halbout (d)    | 2020-2022              | 6 janvier 2020   | [ JORF 3 ] |

### Liste des vice-recteurs de Mayotte
Avant d'être un Rectorat de plein exercice (et une Région Académique), l'Académie de Mayotte était sous l'autorité d'un Vice-Recteur. La transition a eu lieu officiellement en 2020 sous le mandat de Gilles Halbout qui a été confirmé comme Recteur de Mayotte après avoir préparé le changement de statut en tant que Vice-Recteur.
| Vice-Recteur          | Mandat                     | Nomination       | Décret |
| --------------------- | -------------------------- | ---------------- | ------ |
| Gilles Halbout (d)    | Mai 2019 - janvier 2020    | 1er juillet 2019 |        |
| Stephan Martens (d)   | Juillet 2018 - 14 mai 2019 | 6 juillet 2018   |        |
| Nathalie Costantini   | 2014-2018                  | 7 juillet 2014   |        |
| François Coux         | 2012-2014                  | juillet 2012     |        |
| François-Marie Perrin | 2010-2012                  |                  |        |
| Jean-Claude Cirioni   | 2006-2010                  | 14 août 2006     |        |
| Philippe Couturaud    | 2002-2006                  |                  |        |